# 滑蹠蟾科
滑蹠蟾科（学名：Leiopelmatidae）是两栖纲无尾目的一个科，现存1属4种，有时也将北美洲尾蟾属列入其下。滑蹠蟾科是世界上最原始的蛙类，滑蹠蟾属现仅分布于新西兰，也是新西兰唯一的两栖动物。生活在近水的潮湿地带，雌蛙将卵产在地面，由雄蛙负责保护直至孵化，卵孵出的时候已经长有四肢，接近完成变态。
- 滑蹠蟾属（Leiopelma）
  - 阿氏滑蹠蟾（Leiopelma archeyi）
  - 哈氏滑蹠蟾（Leiopelma hamiltoni）
  - 何氏滑蹠蟾（Leiopelma hochstetteri）
  - 毛德岛滑蹠蟾（Leiopelma pakek）
- 尾蟾属（Ascaphus）
  - 尾蟾（Ascaphus truei）